# Olga Sapphire
Olga Sapphire (en russe : Ольга Сафайя (Olga Safaya) ou Ольга Сапфир (Olga Sapfir), en japonais オリガ・サファイア), de son vrai nom Olga Ivanovna Pavlova (en russe : Ольга Ивановна Павлова), née le 28 juin 1907 à Saint-Pétersbourg, Empire russe, et morte le 20 juin 1981  à Tokyo au Japon, est une ballerine et chorégraphe russe et japonaise.
Elle se produit en Russie jusqu'à son mariage, au début des années 1930, avec un diplomate japonais, Takehisa Shimizu. Ils s'installent au Japon en 1936. Elle y développe le ballet classique, apportant avec elle du matériel théorique et pédagogique pour étayer ses cours de danse et établir la discipline. De 1936 jusqu'à sa retraite en 1957, Sapphire est employée par le théâtre Nihon Gekijō, à Tokyo, en tant que danseuse étoile, chorégraphe et professeur de ballet. Elle interprète des ballets russes classiques, gère tous les aspects des productions et chorégraphie des danses japonaises pour la scène et le cinéma. Elle se retire de la scène en 1953, mais continue de participer à la production de ballets jusqu'en 1957. À la fin de sa vie, Sapphire écrit trois livres sur le ballet, qui restent influents au Japon.

## Biographie

### Jeunesse et formation
Olga Ivanovna Pavlova est née le 28 juin 1907 à Saint-Pétersbourg, Empire russe, de Juliana Kuzminichna Kuzmina et de Gustav Yanovich Grudberg. Ses parents contractent un mariage de fait, car ils ne peuvent pas se marier, Grudberg n'étant pas membre de l'Église orthodoxe russe. Son père est serrurier, originaire de Riga, et sa mère est originaire de Pskov, près de la frontière estonienne. À la naissance de leur premier enfant, Ekaterina, le nom de Pavlova lui est donné, le nom de famille de son grand-oncle. Olga reçoit le même nom à sa naissance. Olga naît dans une période de turbulences, puisque la révolution russe de 1905 a commencé deux ans auparavant. La Première Guerre mondiale débute alors qu'elle a sept ans, et la Révolution russe de 1917 commence alors qu'elle en a dix,. Elle écrira plus tard que son enfance s'est déroulée dans une période de froid et de faim.
Dès son plus jeune âge, Pavlova est très intéressée par le ballet, mais compte tenu de la situation de sa famille, une vie d'artiste est improbable. Lorsque la Première Guerre mondiale éclate, sa mère commence à travailler dans le magasin de la Maison du peuple, le centre de la scène culturelle de Saint-Pétersbourg. Contre l'avis de son mari, Kuzmina encourage sa fille et, à l'âge de 12 ans, Pavlova entre à l'école gratuite située au numéro 3 de la rue Gagarinskaya, dirigée par le baron Yuri Nikolaevich Miklos, qui l'a ouverte dans un effort philanthropique pour développer la danse. Il engage des professeurs de renom pour enseigner le ballet classique, ainsi que les danses de salon et les danses de caractère. Les étudiants suivent quatre années de cours avant de passer leurs examens finaux. Pavlova étudie avec Apollinaria Gordova et est la camarade de classe d'Igor Shvetsov. En 1922, lorsque les autorités ferment l'école Miklos, elle est transférée dans une école dirigée par Akim Volynsky et étudie la théorie, en suivant des cours de danse du soir à l'Institut chorégraphique d'État de Léningrad. Elle étudie également à l'Académie de chorégraphie de Moscou. La période stalinienne est difficile car les ballets classiques sont remplacés par des thèmes idéologiques et les maîtres de ballet déménagent à l'ouest. Lors de la remise de son diplôme en 1928, Pavlova se produit en tant que soliste dans des fragments chorégraphiés par Marius Petipa de La vestale de Gaspare Spontini.

### Carrière

#### En Russie (1928-1935)
Pavlova danse avec Vakhtang Chabukiani et Sergey Gavrilovich Koren (ru) dans des scènes du ballet The Masque of the Red Death (russe : Маскарад Красной Смерти ) de Nicolas Tcherepnine, le 10 novembre 1928. Au printemps suivant, elle rejoint une troupe de danse qui se rend au Turkestan russe et se produit à Tachkent, avant d'être invitée à danser en tant que soliste au théâtre dirigé par Alexey Nikolaevich Feona (ru). Avec d'autres étudiants du soir de l'Institut chorégraphique, elle se produit à l'Opéra Maly et est invitée à participer à une troupe itinérante qui parcourt toute la Russie entre 1931 et 1932. Au cours de cette tournée, elle danse le rôle principal de Taï-Choa dans Le Pavot rouge sur la musique de Reinhold Glière. En septembre 1932, elle retourne à Leningrad où elle vit avec son mari, le chorégraphe du Théâtre régional de comédie musicale de Khabarovsk, Leonid Romanovich Leonidov. Il s'agit d'une union artistique et, cette année-là, il met en scène Le Pavot rouge. Le mariage échoue et Pavlova épouse alors le diplomate japonais Takehisa Shimizu, et prend le nom de Midori Shimizu,. Le 13 décembre 1934, Pavlova s'installe à Moscou, où elle vit au 42 rue Herzen, à l'ambassade du Japon.
À Moscou, Pavlova commence à étudier avec Viktor Semenov (russe : Виктор Александрович Семёнов), directeur de l'École chorégraphique de Moscou entre 1931 et 1936. Le répertoire qu'ils préparent pour elle comprend la Valse de Fritz Kreisler, La Mort du cygne de Mikhaïl Fokine, le rôle de Nikiya de La Bayadère de Marius Petipa et Léon Minkus, le rôle d'Anitra dans Peer Gynt d'Edvard Grieg et des extraits de Don Quichotte sur une musique de Minkus.
Son mariage mixte est source de difficultés et de craintes de représailles, car il était courant à cette époque d'être accusé d'espionnage. En 1938, son père, Gustav Yanovich Grudberg, et le baron Yuri Nikolaevich Miklos, qui dirigeait sa première école de danse, sont exécutés par les autorités soviétiques,. Shimizu, diplomate spécialiste de la Russie, a pu être averti de l'imminence des Grandes Purges. Le couple commence à planifier son déménagement au Japon et Pavlova rassemble des livres, de la musique et des costumes liés à la danse. Elle s'entretient avec l'ambassadeur du Japon, qui organise une rencontre à Moscou avec l'industriel Ichizō Kobayashi. Celui-ci a ouvert à Tokyo un cinéma pouvant accueillir jusqu'à 3 000 spectateurs, et lui demande de se rendre au Japon pour y créer un ballet.

#### Au Japon (1936-1980)

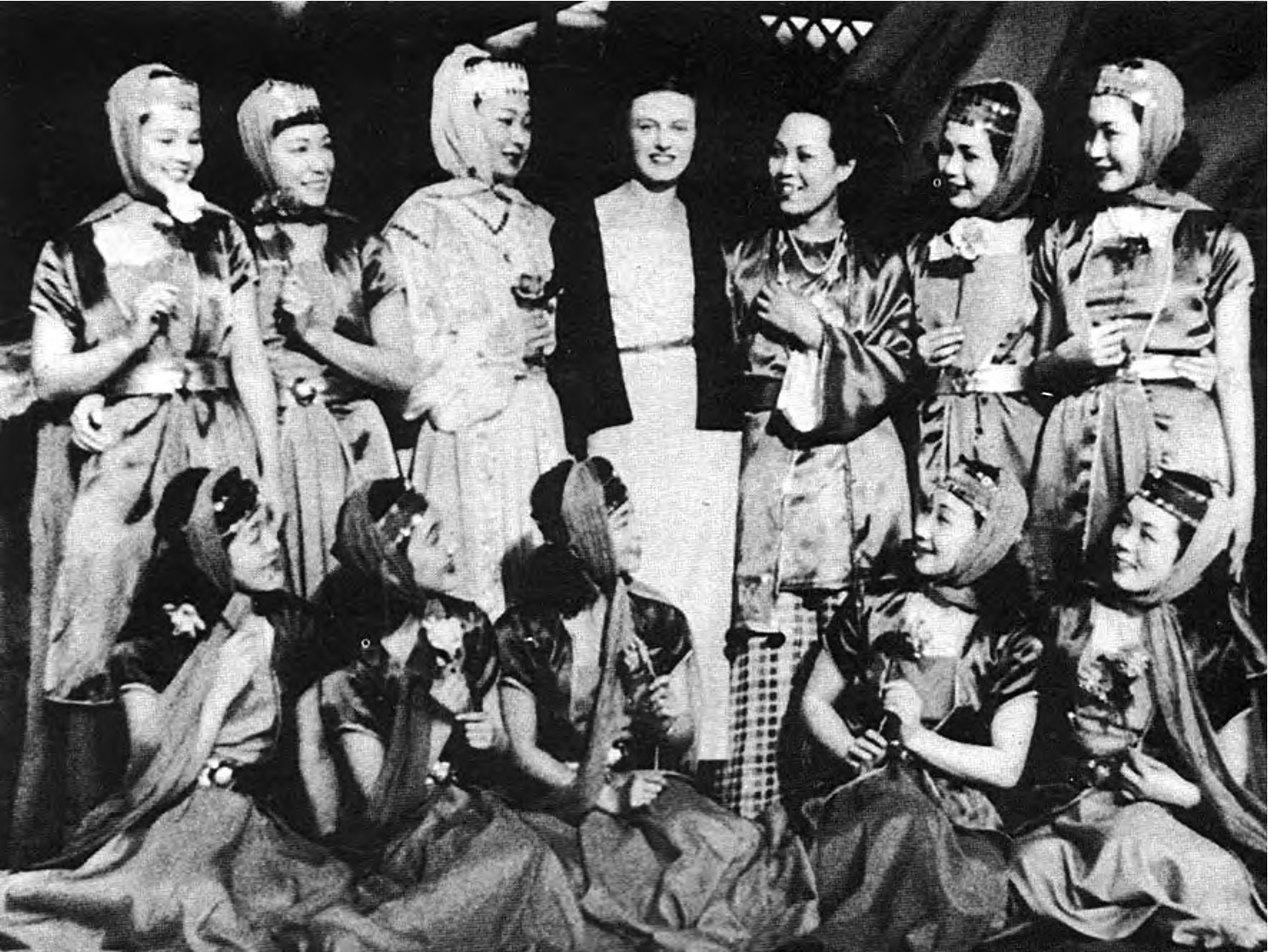
Olga Sapphire, au centre, et un groupe de danse théâtrale japonaise. Tokyo. 1936.

Le 27 décembre 1935, Pavlova reçoit son passeport japonais ; en avril suivant, elle s'installe à Tokyo avec Shimizu. Pavlova travaille avec Toyokichi Hata (jp), directeur du théâtre de Kobayashi, pour préparer la première production de la Danse des petits cygnes du Lac des cygnes. Le public ne comprend pas la production, qui est perçue comme une danse jazz étrangère. Ce n'est que lorsque Hata se rend à l'étranger deux ans plus tard et assiste à une représentation du Lac des cygnes à New York qu'il peut apprécier le spectacle que Pavlova avait chorégraphié,. Elle comprend que si elle veut enseigner ou danser, elle devra devenir productrice et s'occuper de tous les aspects du spectacle, y compris la chorégraphie, les costumes, l'entraînement à la danse, l'éclairage, le choix de la musique et la mise en scène, tout en apprenant la langue et la culture du Japon. Elle est professeur de ballet pour l'Équipe de danse Nichigeki (ja) et employée par le Nippon Gekijo Theatre, un théâtre de variétés.

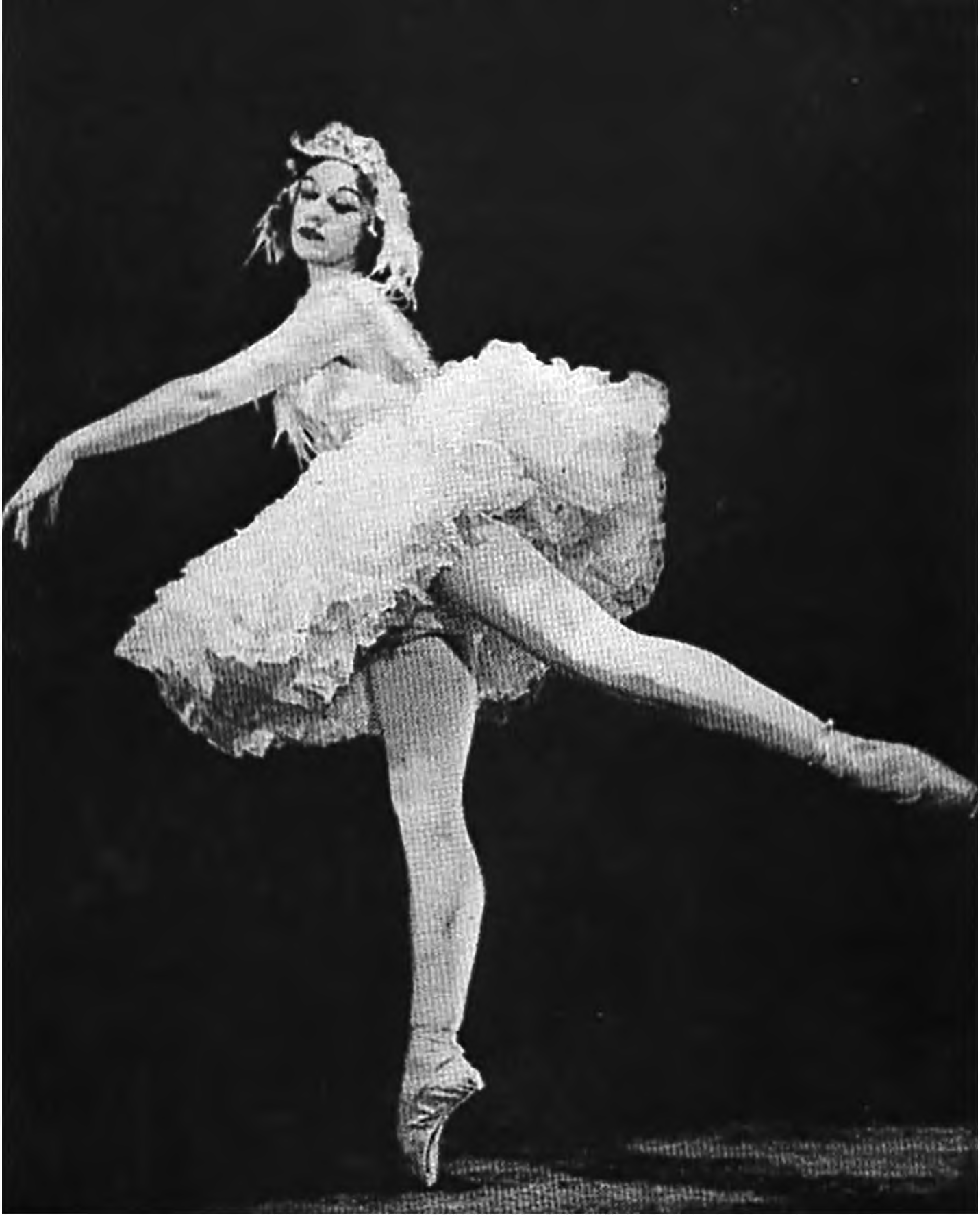
Olga Sapphire, La mort du cygne. Tokyo. 1936-1937

Le 12 octobre 1936, elle se produit pour la première fois au Japon sous le nom de Midori Aoyama au théâtre Takarazuka, où elle danse huit numéros à des fins publicitaires. Après cette représentation, elle commence à utiliser son nom de scène, Olga Sapphire, afin de conserver ses liens avec la Russie. Elle a pour partenaire Azuma Yusaku (ja), qui a été formé par Eliana Pavlova (ru), première femme russe à enseigner la danse sociale et à ouvrir une école de ballet au Japon et qui arrive dans le pays en 1919, elle n'a pas reçu de formation classique et n'est pas non plus « pleinement qualifiée [en tant que] professeur de ballet ». Elle se concentre sur la production de ballets pour la scène et leur popularisation, plutôt que sur l'enseignement de la théorie et de la tradition qui sous-tendent le ballet classique russe. Entre 1936 et 1938, ils se produisent au Nihon Gekijō. Sapphire est la seule artiste occidentale à se produire au théâtre à l'époque et en est la première ballerine, ainsi que la chorégraphe et la professeure. Outre le ballet classique russe, Sapphire chorégraphie des danses japonaises. En 1938, elle crée et met en scène Impressions of the Orient (japonais : Tōyō no inshō), une production en deux actes. Elle continue à danser régulièrement le ballet classique au Nehon Gekijō pendant la guerre du Pacifique, bien que presque toutes les autres représentations théâtrales aient été suspendues. En 1942, elle interprète le rôle principal de Shéhérazade devant une salle comble au théâtre Takarazuka et, en 1943, elle joue dans le Burmese Peacock.
En plus de travailler sur scène, Sapphire s'est impliquée dans la création de scènes de danse au cinéma. Sa chorégraphie figure dans Ahen senso (La guerre de l'opium) réalisé par Masahiro Makino en 1943, remake du film de 1921 Les Deux Orphelines. Après la guerre, Kobayashi et Hata subissent des représailles pour leurs activités de guerre, et Sapphire perd ses principaux soutiens,. Elle quitte le théâtre Takarazuka mais continue à danser dans des productions théâtrales, comme sa version de Carmen utilisant un arrangement musical de Shiro Matsumoto, une version raccourcie du Lac des cygnes et des scènes de Casse-Noisette.
En 1950, Sapphire publie un livre バレエ読本 (Ballet Reader), auquel se réfère l'auteur Yasunari Kawabata, lauréat du prix Nobel, dans son ouvrage de 1951, 伊豆の踊子 (The Dancing Girl of Izu (en)), qui évalue l'impact des échanges culturels,. Sa dernière représentation a lieu en 1953, bien qu'elle continue à travailler à la promotion du ballet japonais jusqu'en 1957. En 1960, Sapphire accompagne son mari à un poste diplomatique en Pologne pendant trois ans, avant de retourner au Japon.

### Mort
Sapphire meurt à Tokyo le 20 juin 1981. Elle a publié trois livres qui ont eu une influence sur le développement du ballet au Japon, documentant les méthodes qu'elle applique ainsi que les difficultés qu'elle rencontre pour présenter le ballet d'une manière suffisamment culturelle et sensible pour qu'il soit compris. Parmi ses élèves, on compte Akemi Matsuo (ja), Junko Matsuyama et Momoko Tani (ja). Sa dernière élève, Toshiko Sato, publie un livre sur la vie de Saphhire en 1987 et organise des événements annuels en son honneur pendant de nombreuses années. En 2001, puis en 2016, Chacott, une entreprise internationale qui vend du matériel de ballet, organise une exposition d'objets appartenant à Saphhire, notamment une collection complète des œuvres de Léon Tolstoï et d'autres livres littéraires, une collection de matériel lié à l'histoire de la danse et à la pédagogie, ainsi que des partitions, qui n'ont pas été exposé depuis 1936.

## Publications
- (ja) Olga Sapphire (trad. Takehisa Shimizu), バレエ読本 (Bare dokuhon) [« Ballet Reader »], Tokyo, Sanno shobo (山王書房) (réimpr. 1980) (1re éd. 1950) (ISBN 978-4-7603-0137-9, OCLC 54737697, lire en ligne)
- (ja) Olga Sapphire (trad. Takehisa Shimizu), バレエを志す若い人たちへ (Bare wo kokorozasu Wakai Hirota hi e) [« For Young People Aspiring to Ballet »], Tokyo, Kawade Shobo (河出書房) (réimpr. 1980) (1re éd. 1953) (ISBN 978-4-7603-0138-6, OCLC 673983792, lire en ligne)
- (ja) Olga Sapphire (trad. Takehisa Shimizu), わたしのバレエ遍歴 (Watashi no bare henreki) [« Ballet: My Life »], Tokyo, Kasumigaseki shuppan (霞ケ関出版),‎ 1982 (OCLC 33520162)